# その横顔を見つめてしまう〜A Profile 完全版〜
『その横顔を見つめてしまう〜A Profile 完全版〜』（そのよこがおをみつめてしまう ア プロフィール かんぜんばん）は、AKABEiSOFT2（あかべぇそふとつぅ）より2006年3月24日に発売されたアダルトゲーム。同人ソフトとしてAKABEiSOFT×mixed upより2005年1月21日に発売されたA profile（ア プロフィール）のリメイク作品。

## ストーリー
-WHAT IS THE WORLD REFLECTED IN YOUR EYES?-
主人公、葉山真之は義理の妹である莉寿とその母親の莉子との3人暮らし。いつも素っ気無い態度の未来、幼馴染の美桜、悪友の快音と共にごく平凡な日常を送っていた。ある日、登校してみると学園の生徒の真之に対する視線や態度がおかしいことに気付く。不審に思った真之が、自分の机の中を見ると、そこには一枚の紙切れがあり、それを見た真之の平凡な日常が別の顔を見せ始めた・・・。

## 登場人物
葉山 真之（はやま まさゆき）
主人公。まっすぐな性格で人を疑うことを知らない。表情が豊か。
葉山 莉寿（はやま りず）
声優：西田こむぎ
主人公の義理の妹。切手集めが趣味で、主人公をいじるのが大好き。驚いたときの口癖は「くぽぽぽぽぽっ!?」
小野 未来（おの みく）
声優：水野明夜
主人公のクラスメイト。いつも授業開始ギリギリまで廊下の窓際におり、毎日掃除当番をしており、たまに別人かのようなリアクションを取ることがあり、主人公に「情緒不安定」などと言われる。
相馬 美桜（そうま みおう）
声優：芹園みや
主人公の幼馴染。いじられキャラ。かつて主人公と付き合っていたが、ある事が原因で別れている。
平田 快音（ひらた かいね）
声優：春乃伊吹
主人公の悪友。オタクで多趣味だが、空手をたしなんでおり、ケンカは強い。美桜に想いをよせているが、進展しない。本人曰く「当然のスキル」として、学園の全学年の女生徒と、他校の女生徒の名前を把握している。
葉山 莉子（はやま りこ）
声優：神月あおい
主人公の義理の母。日本文化が大好きで、主人公が丁寧に日本語を使わずに、「行くわ!」と言って学園へ行こうとした事に激怒し、玄関に正座させて説教し、アンディ&マコト状態にさせたことがある。（莉寿も巻き添えをくった）驚いたときの口癖は「ぐぽぽぽぽぽっ!」

## リメイクポイント
- 新規ルート（美桜ルート）の追加
- 全CGを一新、追加
- ボイスの追加
- アダルトシーンのボリューム増加
- 新規エンディングの追加
- テキストの一部修正
- BGM、システムの一新

## 製作スタッフ
- 原画：有葉（あるふぁ）・呉マサヒロ・こんぺいとう
- シナリオ：るーすぼーい
- 音楽：SoundUnion・Sound Team UI-70・まつ・tiko-μ
- プログラム：SIN?
- ムービー：神月 社
- オープニングテーマ「Realize」
  - ボーカル：井ノ上ナオミ
  - 作詞・作曲：高井ウララ
  - 編曲：村上純
- エンディングテーマ「かげろう」
  - ボーカル：佳織みちる
  - 作詞・作曲・編曲：けんせい